# No Reason to Cry
No Reason to Cry è il quarto album in studio di Eric Clapton, pubblicato nel 1976. È considerato da molti uno dei migliori album di Eric Clapton.
La traccia numero 3, Sign Language, è un duetto con Bob Dylan, compositore della musica e del testo del brano. La traccia numero 8, Innocent Times, è cantata da Marcy Levy.

## Tracce

### Edizione originale in vinile[1]

#### Lato A
1. Beautiful Thing - 4:24 - (Rick Danko, Richard Manuel)
2. Carnival - 3:41 - (Clapton)
3. Sign Language - 2:57 - (Bob Dylan)
4. County Jail Blues - 3:58 - (Alfred Fields)
5. All Our Past Times - 4:36 - (Clapton, Danko)

#### Lato B
1. Hello Old Friend - 3:34 - (Clapton)
2. Double Trouble - 4:19 - (Otis Rush)
3. Innocent Times - 4:10 -  (Clapton, Marcy Levy)
4. Hungry - 3:37 - (Levy, Dicky Simms)
5. Black Summer Rain  - 4:55 - (Clapton)

### Edizione CD 1990
1. Beautiful Thing - 4:26 - (Rick Danko, Richard Manuel)
2. Carnival - 3:44 - (Clapton)
3. Sign Language - 2:58 - (Bob Dylan)
4. County Jail Blues - 4:00 - (Alfred Fields)
5. All Our Past Times - 4:40 - (Clapton, Danko)
6. Hello Old Friend - 3:36 - (Clapton)
7. Double Trouble - 4:23 - (Otis Rush)
8. Innocent Times - 4:11 -  (Clapton, Marcy Levy)
9. Hungry - 4:39 - (Levy, Dicky Simms)
10. Black Summer Rain  - 4:55 - (Clapton)
11. Last Night  - 4:52 - (Walter Jacobs)  (Bonus track)